# Rispenserpoldermolen
Rispenserpoldermolen – wiatrak w miejscowości Easterein, w gminie Littenseradeel, w prowincji Fryzja, w Holandii. Pierwszy młyn w tym miejscu powstał w 1821 r. i pracował do 1964 r. W 1968 r. został odrestaurowany, a w 1994 r. zdemontowany i przeniesiony o 125 m na północ. Wiatrak ma dwa piętra, przy czym powstał na jednopiętrowej bazie. Jego śmigła mają rozpiętość 12,74 m. Wiatrak służył głównie do pompowania wody za pomocą śruby Archimedesa.